# Net als toen
Chansons représentant les Pays-Bas au Concours Eurovision de la chanson
Voorgoed voorbij
(1956) Heel de wereld
(1958)
Chansons ayant remporté le Concours Eurovision de la chanson
 Refrain
(1956)  Dors, mon amour
(1958)
Net als toen (« Tout comme avant » en néerlandais) est la chanson gagnante du Concours Eurovision de la chanson 1957, interprétée par la chanteuse néerlandaise Corry Brokken et dirigée par Dolf van der Linden. Composée par le néerlandais Pieter Goemans, elle permit aux Pays-Bas de remporter le concours pour la première fois.
Corry Brokken l'a également enregistrée en français sous le titre Tout comme avant et en allemand Damals war alles so schön (« À cette époque, tout était si beau »).

## À l'Eurovision
Elle est intégralement interprétée en néerlandais, langue nationale, comme le veut la coutume avant 1966.
Il s'agit de la sixième chanson interprétée lors de la soirée, après Bob Martin qui représentait l'Autriche avec Wohin, kleines Pony? et avant Margot Hielscher qui représentait l'Allemagne avec Telefon, Telefon. À l'issue du vote, elle a obtenu 31 points, se classant 1re sur 10 chansons,.

## Classements
| Classement (1957)                      | Meilleure position |
| -------------------------------------- | ------------------ |
| Belgique (Flandre Ultratop 50 Singles) | 13                 |
| Pays-Bas (Single Top 100)              | 8                  |